# Сонні Крокетт
Детектив Джеймс «Сонні» Крокетт — вигаданий персонаж телесеріалу NBC «Поліція Маямі». Крокетта спочатку зображував Дон Джонсон у телесеріалі з 1984 по 1990 рік, а пізніше Колін Фаррелл у повнометражному фільмі 2006 року. Крокетт з'являвся в усіх епізодах серіалу "Поліція Маямі", крім епізоду п'ятого сезону "Borrasca". Він також з'являвся у відеоіграх і різних згадках популярної культури.

## Транспорт
Крокетт їздить на конфіскованих автомобілях заможних злочинців, яких спіймали Metro-Dade. В основному це дорогі спортивні автомобілі, щоб вписуються в його особистість наркоторговця під прикриттям. Його автомобілі включають:
- Чорний Porsche 911 SC Targa 1978 року
- Чорний Ferrari 365 GTS/4 Daytona 1972 року
- Чорний Ferrari Berlinetta Boxer 512i 1981 року
- Чорний Chevrolet Apache 1959 року
- Білий Ferrari Testarossa 1986 року

## Музика
Йому присвячена знаменита інструментальна композиція «Crockett's Theme» Яна Гаммера.